# Edward Shackleton
Edward Arthur Alexander Shackleton, baron Shackleton, né le 15 juillet 1911 à Wandsworth et mort le 22 septembre 1994, est un géographe et homme politique britannique.

## Biographie
Fils de l'explorateur polaire Ernest Shackleton, il organise en 1934 une expédition à l'île d'Ellesmere dont il confie le commandement à Gordon Noel Humphreys.
En 1936, il est élu député pour le Parti travailliste et reste actif dans la vie politique, devenant notamment ministre de la Défense dans le gouvernement de Harold Wilson (1964-1967) et Paymaster General (1968). Il devient représentant de la Chambre des lords entre 1968 et 1970.
Entre-temps, en 1955, il devient pair à vie en tant que baron Shackleton.
À partir de 1971, il est président de la Royal Geographical Society puis de la James Caird Society.